# شتيفان كونتس
شتيفان كونتز (بالألمانية: Stefan Kuntz)‏، من مواليد 30 أكتوبر 1962 في نيونكيرشين في ألمانيا، لاعب كرة قدم ألماني سابق، ومدرب منتخب تركيا لكرة القدم منذ 19 سبتمبر 2021
.
"قدم: الألماني شتيفان كونتس مدربا للمنتخب التركي". وكالة الاناضول. ج. قدم. 19.09.2021. مؤرشف من الأصل في 2021-11-14. {{استشهاد بخبر}}: تحقق من التاريخ في: |تاريخ= (مساعدة)
بدأ مسيرته الكروية مع نادي بوخوم في عام 1983، ولعب معهم حتى عام 1986، وشارك معهم في 100 مباراة وسجل 41 هدف، وفي عام 1986 انتقل إلى نادي أوريدينغين، ولعب معهم حتى عام 1989، وشارك معهم في 94 مباراة وسجل 32 هدف، وفي عام 1989 انتقل إلى نادي كايزرسلاوترن، ولعب معهم حتى عام 1995، وشارك معهم في 170 مباراة وسجل 75 هدف، وفي موسم 1995/1996 انتقل إلى نادي بشكتاش التركي، ولعب معهم 30 مباراة وسجل 9 أهداف، وفي عام 1996 انتقل إلى نادي أرمينيا بيلفيلد، ولعب معهم حتى عام 1998، وشارك معهم في 65 مباراة وسجل 25 هدف، وفي موسم 1998/1999 لعب مع نادي بوخوم، وشارك معهم في 20 مباراة وسجل 6 أهداف.
و قد لعب مع منتخب ألمانيا لكرة القدم بين عامي 1993 و1997، وشارك معهم في 25 مباراة وسجل 6 أهداف.
و بعد أن أعتزل توجه إلى التدريب، ودرب نادي بروسيا نيونكيرشين في موسم 1999/2000، وفي عام 2000 درب نادي كارلسروه حتى عام 2002، وفي عام 2003 درب نادي والدهوف مانهييم، وفي موسم 2003/2004 درب نادي أهلين.

## روابط خارجية
- شتيفان كونتس على موقع الاتحاد الدولي (مؤرشف)  (الإنجليزية)
- شتيفان كونتس على موقع اتحاد تركيا (لاعب) (الإنجليزية)
- شتيفان كونتس على موقع قاعدة بيانات كرة القدم.إي يو (الإنجليزية)
- شتيفان كونتس على موقع بيانات كرة القدم. دي إي (الألمانية)
- شتيفان كونتس على موقع ناشيونال فوتبول تيمز (الإنجليزية)
- شتيفان كونتس على موقع عالم كرة القدم.نت (الإنجليزية)
- شتيفان كونتس على موقع كووورة
- شتيفان كونتس على موقع أوليمبيديا (الإنجليزية)